# Kani-Kéli

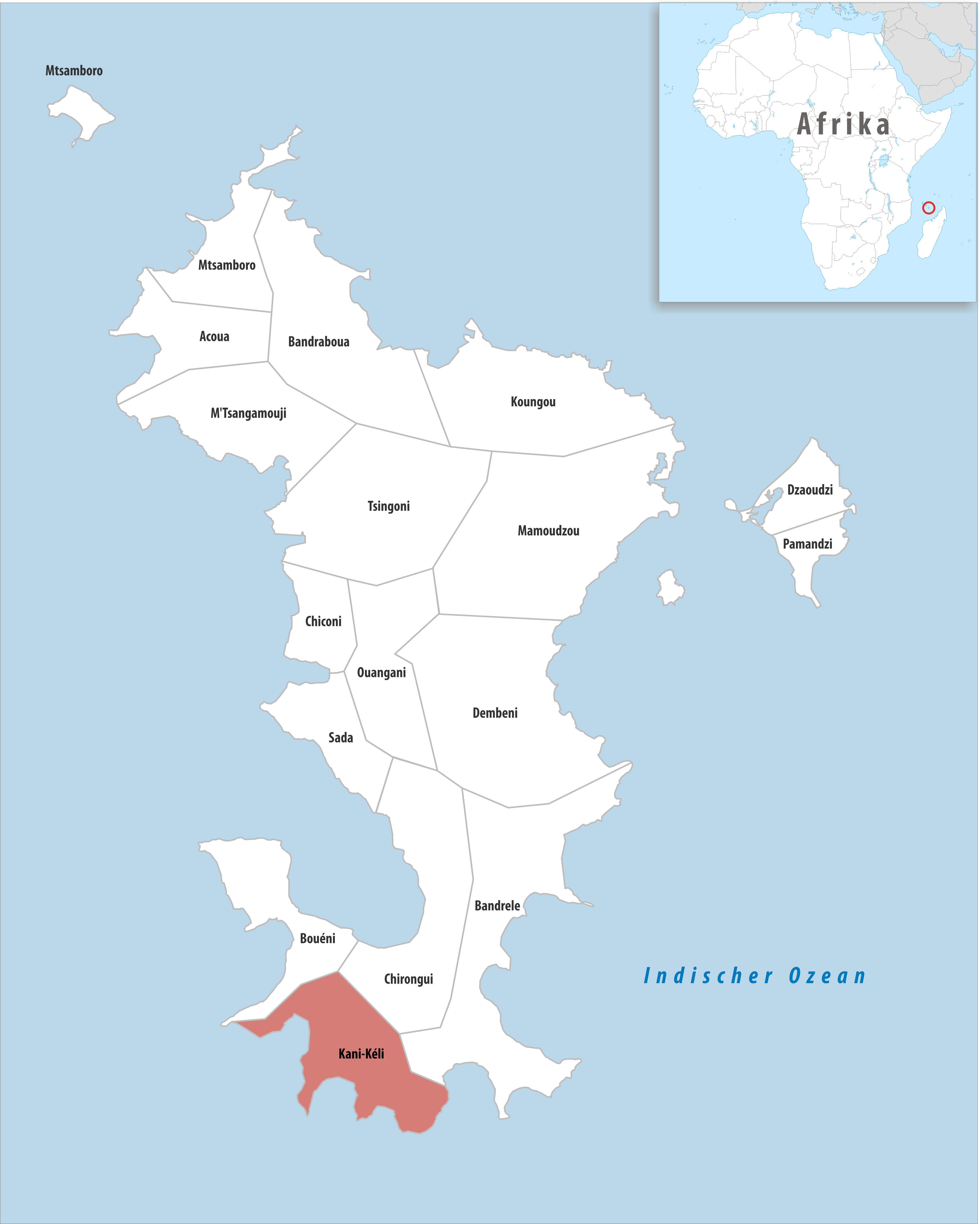
Kommunen Kani-Kélis läge i Mayotte.

Kani-Kéli är en kommun i det franska utomeuropeiska departementet Mayotte i Indiska oceanen. År 2017 hade Kani-Kéli 5 507 invånare.

## Byar
Kommunen Kani-Kéli delas i följande byar (folkmängd 2007 inom parentes):
- Kani-Kéli (1 735)
- Kanibé (697)
- Choungui (772)
- Mronabeja (450)
- Passy-Kéli (389)
- Mbouini (484)